# Prostaglandina F2 alfa

Dinoprost

Prostaglandina F2α (PFG2α na nomenclatura prostanóide), farmaceuticamente denominada carboprost é uma prostaglandina que ocorre naturalmente usada na medicina para induzir o trabalho de parto e como um abortifaciente. As prostaglandinas são lipídios por todo corpo que têm uma função semelhante a de um hormônio. Na gestação, a PGF2 é medicamente utilizada para manter a contratura e provocar isquemia miometrial para acelerar o trabalho de parto e prevenir perda significativa de sangue no parto. Além disso, a PGF2 foi ligada a estar naturalmente envolvida no processo de parto. Foi visto que há níveis mais altos de PGF2 no fluído materno durante o trabalho de parto quando comparado ao termo. Isso significa que provavelmente há um uso e significância biológica para a produção e secreção da PGF2 no trabalho de parto. A prostaglandina também é utilizada para tratar infecções uterinas em animais domésticos.
Em mamíferos domésticos, é produzida pelo útero quando estimulado pela ocitocina, no caso em que não há implantação durante a fase lútea. Age no corpo lúteo para causar luteólise, formando um corpus albicans e parando a produção de progesterona. A ação da PGF22α é dependente do número de receptores na membrana do corpo lúteo.
A isoforma da PGF2α 8-iso-PGF2α foi encontrada significamente aumentada em pacientes com endometriose, sendo portanto uma potente causadora do estresse oxidativo associado à endometriose.

## Mecanismo de ação
A PGF2α age ao ligar-se ao receptor da prostaglandina F2α. É liberada em resposta a um aumento de níveis de ocitocina no útero, e estimula a atividade luteolítica e a liberação de ocitocina. Porque a PGF2α é ligada a um aumento nos níveis de ocitocina uterino, há evidência de que a PGF2α e ocitocina formam um loop de feedback positivo para facilitar a degradação do corpo lúteo. A PGF2α e ocitocina também inibem a produção de progesterona, um hormônio que facilita o desenvolvimento do corpo lúteo. Por outro lado, níveis mais altos de progesterona inibem a produção de PGF2α e ocitocina, uma vez que os efeitos dos hormônios estão em oposição um ao outro. Isso é diretamente exibido após a ovulação quando há um pico dos níveis de progesterona, e então conforme os níveis de progesterona diminuem, os níveis de PGF2 vão ter um pico.

## Uso farmacológico
Quando injetado no corpo ou saco amniótico, PGF2α pode induzir o trabalho de parto ou causar um aborto dependendo da concentração utilizada. Em pequenas doses (1-4mg/dia), a PGF2α age para estimular contrações musculares uterinas, que auxilia no processo de nascimento. No entanto, durante o primeiro trimestre e em concentrações mais altas (40mg/dia), a PGF2α pode causar um aborto ao degradar o corpo lúteo, que normalmente age para manter a gestação através da produção de progesterona. Uma vez que o feto não é viável fora útero nesse momento, a falta de progesterona leva ao desprendimento do endométrio e à morte do feto. No entanto, este processo não é completamente entendido.

## Piometra e infecções uterinas

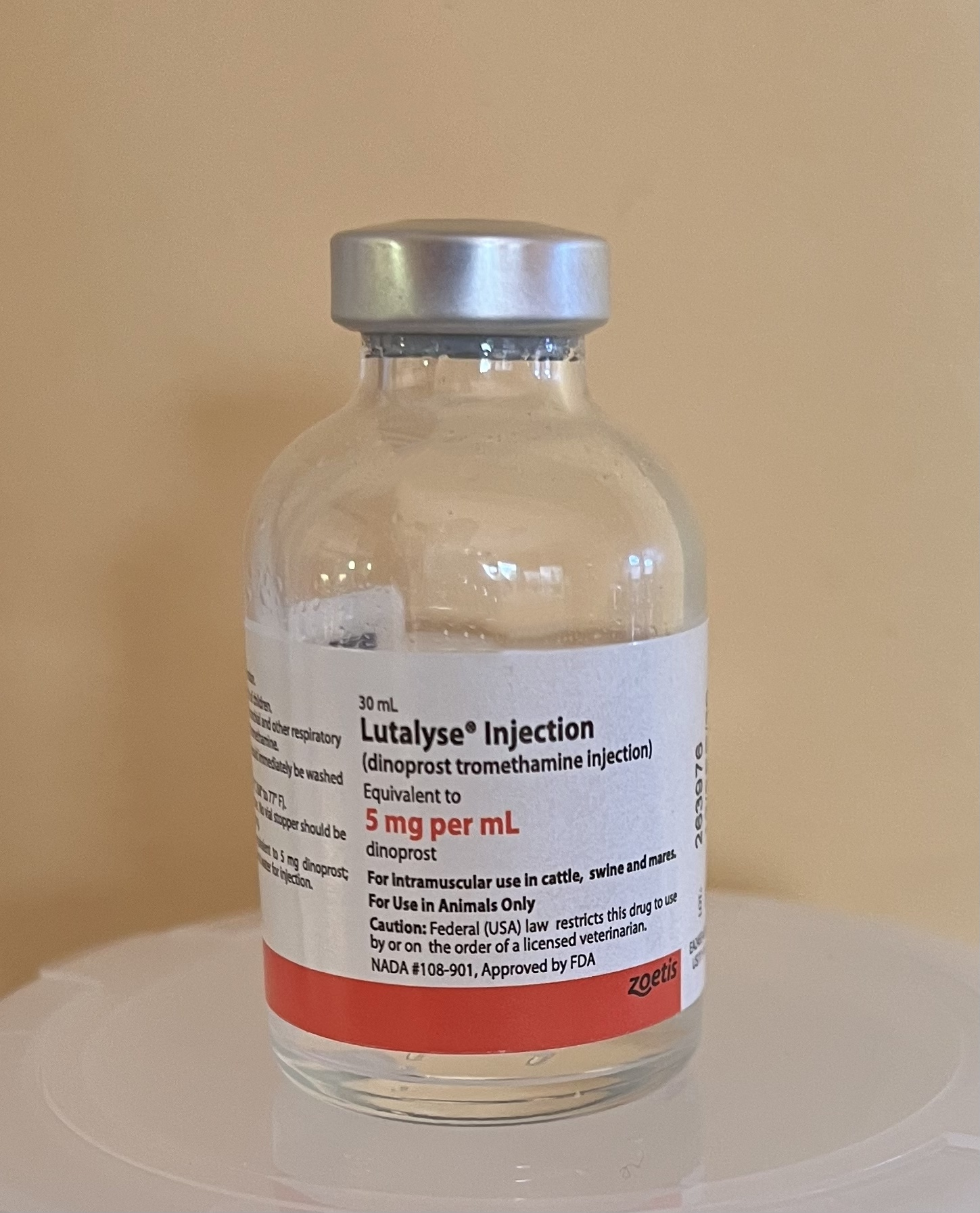
Frasco de Lutalyse® injetável

O Lutalyse é utilizado para o tratamento de piometria em cães e gatos domésticos. A droga também é administrada em vacas leiteiras a fim de reduzir infecções uterinas.

## Síntese

### Síntese industrial
Em 2012 uma síntese total concisa e altamente estereosseletiva de PGF2α foi descrita. A síntese requer apenas sete etapas, uma grande melhoria na síntese original de 17 etapas de Corey e Cheng, e utiliza 2,5-dimethoxytetrahydrofuran como um reagente de partida, com S-prolina como um catalítico assimétrico.
Em 2019, uma síntese mais efetiva e estereosseletiva foi descrita. A síntese requer 5 etapas para chegar ao intermediário que então passa por uma reação de metátese cruzada para instalar o E-alcano. Então, a reação Wittig é executada para instalar o Z-alcano. Por fim, os grupos de proteção são removidos com ácido.
No corpo, a PGF2α é sintetizada em diversas etapas distintas. Primeiro, a fosfolipase A2 facilita a conversão de fosfolipídios em ácido araquidônico, a estrutura da qual todas as prostaglandinas são formadas. O ácido araquidônico então reage com dois receptores de ciclo-oxigenase (COX), COX-1 e COX-2, ou PGH synthase para formar Prostaglandina H2, um intermediário. Por último, a substância reage com a aldose reductase (ARK21B1) ou PGF synthase para formar PGF2α.

## Análogos
As medicações a seguir são análogas da prostaglandina F2α:
- Latanprost
- Bimatoprost
- Travopost
- Carboprost